# Apokayana
Genre
Apokayana est un genre d'araignées aranéomorphes de la famille des Pholcidae.

## Distribution
Les espèces de ce genre sont endémiques de Bornéo.

## Liste des espèces
Selon World Spider Catalog (version 19.5, 15/10/2018) :
- Apokayana bako (Huber, 2011)
- Apokayana iban (Huber, 2011)
- Apokayana kapit (Huber, 2016)
- Apokayana kubah (Huber, 2016)
- Apokayana niah (Huber, 2016)
- Apokayana nigrifrons (Deeleman-Reinhold & Deeleman, 1983)
- Apokayana pueh (Huber, 2016)
- Apokayana sedgwicki (Deeleman-Reinhold & Platnick, 1986)
- Apokayana seowi (Huber, 2016)
- Apokayana tahai (Huber, 2011)

## Publication originale
- Huber, Eberle & Dimitrov, 2018 : The phylogeny of pholcid spiders: a critical evaluation of relationships suggested by molecular data (Araneae, Pholcidae). ZooKeys, no 789, p. 51-101 (texte intégral).